# Barre des Écrins
Barre des Écrins é um cume com 4102 m de altitude que constitui o ponto culminante do Maciço dos Écrins, nos Altos-Alpes e um dos Cumes dos Alpes com mais de 4000 m. Faz parte dos Alpes Ocidentais na secção Alpes do Dauphiné.

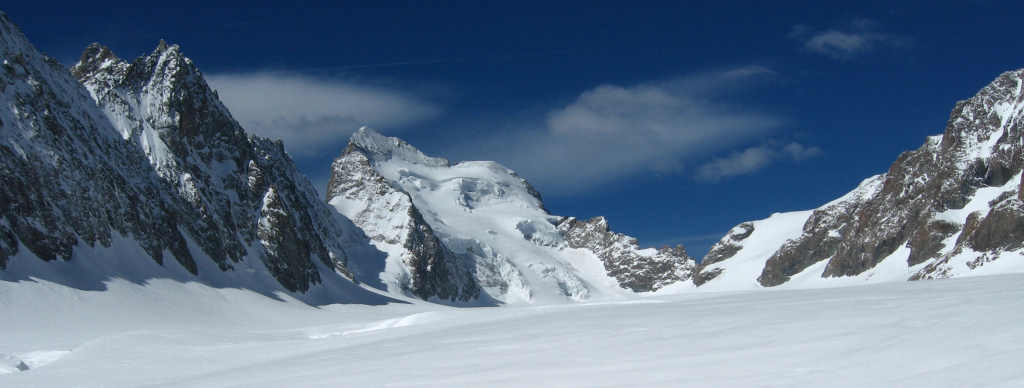
Os Écrins e o Glacier Blanc

## Geografia
A montanha encontra-se na comuna francesa de Pelvoux na Vallouise. Encontra-se ligeiramente a oeste da linha de separação das águas entre o rio Durance e o Vénéon, uma torrente do departamento de Isère. Está separada do Dôme de Neige des Écrins (4015 m) pela abertura de Lory (3974 m) a oeste, da Barre Noire (3751 m) pela abertura des Écrins (3661 m) a nordeste e do Fifre (3699 m) pelo colo das Avalanches (3499 m) a sul.

## Ascensões
A primeira ascensão foi realizada em 25 de junho de 1864 por A. W. Moore, Horace Walker e Edward Whymper, com os guias Christian Almer e Michel Croz, pelo corredor Whymper na face N.
O acesso habitual é o do Refuge des Écrins junto ao glacier Blanc, mesmo se há quem prefira subir pelo glaciar Branco que aliás é o caminho para o Dôme de Neige des Écrins, um dos 4000 m dos Alpes mais fáceis.